# Страйк друкарів Києва 1917
Страйк друкарів Києва 1917 — загальний виступ робітників київських друкарень у травні 1917 року. Почався 10 (25) травня, коли на зборах уповноважених від друкарень було висунуто вимоги до їхніх власників про підвищення заробітної плати, запровадження 8-годинного робочого дня тощо. Страйк, що проходив під керівництвом більшовиків і тривав близько 6 днів, закінчився перемогою робітників. Підписана підприємцями й профспілкою друкарів колективна угода була першою в історії робітничого руху в Києві.